# Catarina Amado
Catarina Amado, de son nom complet Catarina Isabel Silva Amado, née le 21 juillet 1999 à Lousã au Portugal, est une footballeuse internationale portugaise jouant au poste de défenseure. Elle évolue au Benfica Lisbonne et est internationale portugaise depuis 2021.

## Biographie
Passionnée de football depuis l'âge de 4 ans, âge auquel elle débute le football au sein du CD Lousanense, une équipe du district de Coimbra où elle joue avec les garçons jusqu'à ce qu'elle soit junior. Après cela, elle rejoint l'équipe de deuxième division, l'AD Poiares, où elle reste deux saisons. Alors qu'elle était sur le point de commencer une troisième saison, le GD Estoril Praia est venu la chercher.
En février 2017, elle fait partie des nommées pour le gala Quinas de Ouro dans la catégorie "joueuse (-21 ans) révélation de l'année".
Le 18 juin 2019, elle rejoint le SL Benfica. Catarina Amado était censée rejoindre Benfica un an plus tôt, mais le club lisboète décide, du point de vue du développement de la joueuse, que le mieux était qu'elle reste une saison de plus au sein du GD Estoril Praia pour jouer en 1ère division. En janvier 2021, au stade municipal d'Aveiro la finale de la coupe de la Ligue 2019-20 oppose Benfica à Braga. Les "aigles" finissent par s'imposer 3 à 0. Catarina Amado ouvre le score, mais le but est annulé après analyse de l'arbitrage vidéo, Carole Costa étant hors-jeu. Une semaine après avoir gagné la finale de la coupe de la Ligue féminine à Aveiro, l'équipe de Lisbonne retrouve le Braga en finale 
de la coupe du Portugal, mais cette fois ci la rencontre tourne à l'avantage des Guerreiras qui remporte le match 3 buts à 1.
Deux mois plus tard encore une finale, celle de la coupe de la Ligue pour la saison 2020-21. Elle se joue à Leiria, Catarina Amado et ses coéquipières battent le Sporting 2-1 et conservent leur titre.

## Statistiques

### En club
| Saison                | Club                  | Championnat           | Championnat | Championnat | Coupe(s) nationale(s) | Coupe(s) nationale(s) | Compétition(s) continentale(s) | Compétition(s) continentale(s) | Compétition(s) continentale(s) | Sélection | Sélection | Sélection | Total | Total |
| Saison                | Club                  | Division              | M.          | B.          | M.                    | B.                    | Comp.                          | M.                             | B.                             | Équipe    | M.        | B.        | M.    | B.    |
| 2014-2015             | AD Poiares            | II Divisão            | 14          | 30          | 1                     | 2                     | -                              | 0                              | 0                              | -         | -         | -         | 15    | 32    |
| 2015-2016             | AD Poiares            | II Divisão            | 10          | 23          | 6                     | 13                    | -                              | 0                              | 0                              | U19       | 8         | 2         | 24    | 38    |
| Sous-total            | Sous-total            | Sous-total            | 24          | 53          | 7                     | 15                    | -                              | 0                              | 0                              | -         | 8         | 2         | 39    | 70    |
| 2016-2017             | GD Estoril Praia      | Liga Allianz          | 13          | 13          | 1                     | 1                     | -                              | 0                              | 0                              | U19       | 3         | 1         | 17    | 15    |
| 2017-2018             | GD Estoril Praia      | Liga Allianz          | 20          | 9           | 5                     | 7                     | -                              | 0                              | 0                              | U19       | 12        | 3         | 37    | 19    |
| 2018-2019             | GD Estoril Praia      | Liga BPI              | 21          | 13          | 3                     | 3                     | -                              | 0                              | 0                              | -         | -         | -         | 24    | 16    |
| Sous-total            | Sous-total            | Sous-total            | 54          | 35          | 9                     | 11                    | -                              | 0                              | 0                              | -         | 15        | 4         | 78    | 50    |
| 2019-2020             | SL Benfica            | Liga BPI              | 12          | 2           | 6                     | 1                     | -                              | -                              | -                              | -         | -         | -         | 18    | 3     |
| 2020-2021             | SL Benfica            | Liga BPI              | 21          | 0           | 3                     | 0                     | LDC                            | 4                              | 1                              | A         | 3         | 0         | 31    | 1     |
| 2021-2022             | SL Benfica            | Liga BPI              | 15          | 0           | 9                     | 1                     | LDC                            | 10                             | 2                              | A         | 16        | 0         | 50    | 3     |
| 2022-2023             | SL Benfica            | Liga BPI              | 14          | 3           | 8                     | 0                     | LDC                            | 5                              | 0                              | A         | 6         | 0         | 33    | 3     |
| Sous-total            | Sous-total            | Sous-total            | 62          | 5           | 26                    | 2                     | -                              | 19                             | 3                              | -         | 25        | 0         | 132   | 10    |
| Total sur la carrière | Total sur la carrière | Total sur la carrière | 140         | 93          | 42                    | 28                    | -                              | 19                             | 3                              |           | 48        | 6         | 249   | 130   |

Statistiques actualisées le 19 juillet 2023

#### Matchs disputés en coupes continentales
Avec le SL Benfica, dès leur première participation en Ligue des champions, elle arrive avec le club lisboëte en Seizièmes de finale. Eliminé par le club anglais de Chelsea, alors septième au classement UEFA. 
Une semaine après avoir été battu par le BK Häcken en Ligue des champions, le Sport Lisboa e Benfica s'impose le 17 novembre 2021, à Göteborg, à nouveau contre les suédoises du BK Häcken, dans un match comptant pour la 4e journée du groupe D. Benfica remporte sa première victoire en phase de groupes de la Ligue des champions. Catarina Amado, marque le deuxième but des lisboëtes, à la 90e + 1, garantissant cette victoire. Avec ce résultat, Benfica passe de la dernière place du groupe, position désormais occupée par l'adversaire du jour, et remonte à la troisième, avec quatre points.
| Matchs | Date             | Stade                              | Adversaire         | Résultat | Minutes | Compétition         | Buts | Tour                           | Club       |
| ------ | ---------------- | ---------------------------------- | ------------------ | -------- | ------- | ------------------- | ---- | ------------------------------ | ---------- |
| 1      | 4 novembre 2020  | Makedonikos Stadium, Thessalonique | PAOK Salonique     | 1 – 3    | 90 min  | Ligue des champions | 1    | Premier tour de qualification  | SL Benfica |
| 2      | 18 novembre 2020 | Stade Lotto Park, Bruxelles        | RSC Anderlecht     | 1 – 2    | 90 min  | Ligue des champions | 0    | Deuxième tour de qualification | SL Benfica |
| 3      | 9 décembre 2020  | Benfica Campus, Seixal             | Chelsea            | 0 – 5    | 90 min  | Ligue des champions | 0    | Seizièmes de finale            | SL Benfica |
| 4      | 16 décembre 2020 | Kingsmeadow, Kingston upon Thames  | Chelsea            | 3 – 0    | 21 min  | Ligue des champions | 0    | Seizièmes de finale            | SL Benfica |
| 5      | 18 août 2021     | Nogometni kamp, Zenica             | MS Kiryat Gat      | 4 – 0    | 45 min  | Ligue des champions | 0    | Premier tour de qualification  | SL Benfica |
| 6      | 21 août 2021     | Stade Nogometni, Zenica            | Racing FC          | 0 – 7    | 90 min  | Ligue des champions | 1    | Premier tour de qualification  | SL Benfica |
| 7      | 31 août 2021     | Stade De Grolsch Veste, Enschede   | FC Twente          | 1 – 1    | 90 min  | Ligue des champions | 0    | Deuxième tour de qualification | SL Benfica |
| 8      | 9 septembre 2021 | Benfica Campus, Seixal             | FC Twente          | 4 – 0    | 90 min  | Ligue des champions | 0    | Deuxième tour de qualification | SL Benfica |
| 9      | 5 octobre 2021   | Benfica Campus, Seixal             | Bayern Munich      | 0 – 0    | 90 min  | Ligue des champions | 0    | Phase de groupes               | SL Benfica |
| 10     | 14 octobre 2021  | Groupama Stadium, Décines-Charpieu | Olympique lyonnais | 5 – 0    | 90 min  | Ligue des champions | 0    | Phase de groupes               | SL Benfica |
| 11     | 10 novembre 2021 | Benfica Campus, Seixal             | BK Häcken          | 0 – 1    | 90 min  | Ligue des champions | 0    | Phase de groupes               | SL Benfica |
| 12     | 17 novembre 2021 | Bravida Arena, Göteborg            | BK Häcken          | 1 – 2    | 90 min  | Ligue des champions | 1    | Phase de groupes               | SL Benfica |
| 13     | 9 décembre 2021  | Benfica Campus, Seixal             | Olympique lyonnais | 0 – 5    | 90 min  | Ligue des champions | 0    | Phase de groupes               | SL Benfica |
| 14     | 15 décembre 2021 | FC Bayern Campus, Munich           | Bayern Munich      | 4 – 0    | 90 min  | Ligue des champions | 0    | Phase de groupes               | SL Benfica |
| 15     | 27 octobre 2022  | Benfica Campus, Seixal             | Bayern Munich      | 2 – 3    | 10 min  | Ligue des champions | 0    | Phase de groupes               | SL Benfica |
| 16     | 24 novembre 2022 | Benfica Campus, Seixal             | FC Rosengård       | 1 – 0    | 90 min  | Ligue des champions | 0    | Phase de groupes               | SL Benfica |
| 17     | 7 décembre 2022  | Malmö IP, Malmö                    | FC Rosengård       | 1 – 3    | 90 min  | Ligue des champions | 0    | Phase de groupes               | SL Benfica |
| 18     | 15 décembre 2022 | Benfica Campus, Seixal             | FC Barcelone       | 2 – 6    | 90 min  | Ligue des champions | 0    | Phase de groupes               | SL Benfica |
| 19     | 21 décembre 2022 | FC Bayern Campus, Munich           | Bayern Munich      | 2 – 0    | 90 min  | Ligue des champions | 0    | Phase de groupes               | SL Benfica |

### En sélection nationale
Elle est appelée en sélection nationale le 22 septembre 2014, afin de participer au stage de préparation pour les matches de qualification du Championnat d'Europe féminin de football des moins de 17 ans 2015. Elle revet pour la première fois la tunique portugaise lors du match opposant les lusitaniennes aux hongroises, défaite 2 à 0. Elle est titulaire et est remplacé à la 79e minute, par Bárbara Marques.
Le 12 septembre 2017, Catarina Amado est appelée par Francisco Neto dans l'équipe A, en remplacement de Dolores Silva, blessée. 
| Sélection                         | V.           | N.           | D.           | Buts        |
| --------------------------------- | ------------ | ------------ | ------------ | ----------- |
| Portugal U17 (6 matchs: 10.17 %)  | 4 (66.67 %)  | 0 (28,57 %)  | 2 (33.33 %)  | 4 (40.00 %) |
| Portugal U19 (28 matchs: 47.46 %) | 14 (50.00 %) | 5 (17.86 %)  | 9 (32.14 %)  | 6 (60.00 %) |
| Portugal A (25 matchs: 42.37 %)   | 11 (44.00 %) | 6 (24.00 %)  | 8 (32.00 %)  | 0 (00,00 %) |
| Total                             | 29 (49.15 %) | 11 (18.64 %) | 19 (32.20 %) | 10          |

## Palmarès

### Avec leSL Benfica
- Vainqueur du championnat du Portugal : 1 fois — 2020-21.
- Vainqueur de la Supercoupe du Portugal : 1 fois — 2019
- Vainqueur de la coupe de la Ligue : 2 fois — 2019-20 et 2020-21.
- Finaliste de la coupe du Portugal : 1 fois — 2019-20.
- Finaliste de la Supercoupe : 1 fois — 2021.